# Kill Bill: Volume 2
Kill Bill: Volume 2 er en amerikansk ny-western kampsportsfilm fra 2004, der blev skrevet og instrueret af Quentin Tarantino. Den har Uma Thurman i rollen som Bride, der fortsætter sit hævntogt mod Deadly Viper Assassination Squad (Lucy Liu, Michael Madsen, Daryl Hannah og Vivica A. Fox) og deres leder Bill (David Carradine), der forsøgte at myrde hende og hendes ufødte barn.
Volume 2 er den anden af to Kill Bill-film, der blev produceret samtidig; den første, Volume 1, blev udgivet seks måneder tidligere. Det var oprindeligt meningen, at de to film skulle udgives som én, men med en spilletid på over 4 timer blev de delt i to. Tarantino lavede Kill Bill som en hyldest til grindhouse-film inklusive kampsportsfilm ,samuraifilm, blaxploitation og spaghettiwestern. Ligesom forgængeren fik Volume 2 gode anmeldelser. Den indspillede for $152,2 mio. mod et budget på $30 mio.

## Handling
The Bride genoptager hævnagten, dog denne gang i en helt anden stil end etteren lagde op til. Hvor etteren fokuserer mere på nådesløst blodbad, er der i denne film en lidt mere fattet fortællestil. Mange ting bliver opklaret, Black Mamba kommer i seriøse problemer, gamle tider opfriskes og ikke mindst venter den endelige kamp mod Bill som rummer noget af en overraskelse for The Bride.

## Medvirkende
- Uma Thurman som Beatrix Kiddo / The Bride
- Lucy Liu som O-Ren Ishii
- David Carradine som Bill
- Vivica A. Fox som Vernita Green
- Daryl Hannah som Elle Driver
- Michael Madsen som Budd